# Панасагор
Панасагор (лат. Panasagorus) — согласно Помпею Трогу, сын скифского царя Сагилла, помогавшего амазонкам в войнах с афинским царём Тесеем. Сагилл отправил в поход своего сына, командовавшего огромной конницей. Однако из-за ссоры скифы покинули амазонок, которые потерпели поражение от афинян. После битвы амазонки, согласно Юстину, «нашли убежище в лагере союзников (скифов Скила-Панасагора), с помощью которых возвратились в своё царство, не потерпев вреда от других народов».
Источник Помпея Трога неизвестен. Предполагалось, что это Тимаген или какой-то другой эллинистический автор.